# Libnotes (Metalibnotes) beardsleyi
Libnotes (Metalibnotes) beardsleyi is een tweevleugelige uit de familie steltmuggen (Limoniidae). De soort komt voor in het Australaziatisch gebied.